# Nesospingus speculiferus
Nesospingus speculiferus là một loài chim trong họ Thraupidae.